# Złocki Potok (dopływ Dunajca)
Złocki Potok – potok, dopływ Dunajca. Na mapie Geoportalu opisany także jako Zelina Złocka. Ma kilka źródłowych cieków wypływających w miejscowościach Tymowa, Biesiadki, Lewniowa i  Złota w województwie małopolskim. Najwyżej położony z nich wypływa na wysokości około 320 m w Biesiadkach. Od wysokości 237 m potok spływa jednym już korytem w kierunku południowo-wschodnim, pomiędzy miejscowościami Jurków i  Biskupice Melsztyńskie przecina drogę wojewódzką nr 980 i w odległości 1 km od niej na wysokości 220 m uchodzi do Dunajca jako jego lewy dopływ.
Zlewnia Zeliny Biskupiej to niemal w całości obszary wiejskie pokryte polami uprawnymi i zabudowaniami, z niewielkim procentowo udziałem lasów. W podziale administracyjnym znajduje się w powiecie brzeskim i tarnowskim, pod względem geograficznym jest to obszar Pogórza Wiśnickiego.
Na mapie Geoportalu są 3 potoki o nazwie Zelina, na dokładkę w sąsiednich miejscowościach. Dla odróżnienia nazwano je Zeliną Złocką, Zeliną Czchowską i Zeliną Jurkowską.